# Алисија Алонсо
Алисија Ернестина де ла Каридад Мартинез дел Хојо (шп. Alicia Ernestina de la Caridad Martínez del Hoyo; Хавана, 21. децембар 1920 — Хавана, 17. октобар 2019), познатија као Алисија Алонсо (шп. Alicia Alonso), била је примабалерина асолута са Кубе, и сматра се једном од највећих балерина 20. века. Њене интерпретације у балетима Жизела и Кармен сматрају се легендарним.

## Биографија
Рођена је 21. децембра 1920. године у Хавани као најмлађе од четворо деце. Отац јој је био официр и одрастала је безбрижно у елитном делу Хаване. Према сећању њене мајке љубав према музици испољавала је од најранијих дана. Балет почиње да изучава са девет године код Софије Федорове, и већ наредне године први пут наступа пред публиком (у балету Успавана лепотица). Њен прогрес током балетског школовања је био брз. Са само 16 година удаје се за свог колегу кога је упознала на часовима балета – Фернанда Алонса. Пар се сели за Њујорк, и ускоро добијају ћерку Лауру.

## Каријера
Убрзо након порођаја враћа се балету и 1939. игра солистичке улоге у Њујорку, а у родној Хавани - где је повремено одлазила – добија улоге првог фаха. Године 1941. постаје чланица данас чувене компаније American Ballet Theatreгде у почетку игра у ансамблу, али напорним радом долази до солистичких улога, а када се чувена примабалерина Нора Каје разболела пред једну премијеру – добија главну улогу. Током свог ангажмана у American Ballet Theatre играла је са многим славним уметницима (Фокином, Баланшином и другима) а најбоље креације остварила је са партнером Игором Јускевичем. Заједно са њим 1955. прихвата позив Сергеја Дјагиљева и прикључују се као стални гости његовој чувеној компанији Ballets Russes са којом обилазе свет. Алисија Алонсо је прва балерина са Западне хемисфере која је наступила у Совјетском Савезу, и то у Бољшој и Маријском театру. Током своје богате каријере гостовала је на свим значајним светским сценама (Париска опера, Миланска скала, Бечка државна опера, и друге).
По доласку на власт Фидела Кастра, враћа се на Кубу као своју базу, одакле ће ићи на гостовања углавном у Европи и неколико пута у Канади, док је са америчке балетске сцене ишчезла. Играла је солистичке улоге и у својим 70-им годинама, чак и на гостовањима. Последњих година живота проблеми са видом које је имала од младости су се интензивирали, тако да је данас готово слепа.

## Додатни извори
- Magazine Cuba in the Ballet (1970); ISSN 0864-1307
- Cuba Magazine in the Ballet ISSN 0864-1307. Cultural Publication specialized in the world of the Cuban ballet - includes critical, chronicle, and comments..., as well as a news section.
- National Ballet of Cuba: half a century of glory - collection of fifty years of the company. Written by Miguel Cabrera (Punta Bava, Havana, 1941), BNC historian, it summarizes the most outstanding aspects in five decades where generations of dancers, choreographers and specialized personnel have given the best. The book provides good information of the NBC, including tours, ballets throughout its history (published by Ediciones Cuba in the Ballet).
- University for All (Tabloid). History and Appreciation of the Ballet - a cultural publication with texts that support the telelectures delivered by specialists of the National Ballet of Cuba and other guest personalities.
- DIALOGUES WITH THE DANCE by Alicia Alonso - fourth edition of this title, in which the reader will be able to find memories of the initial moments of her career, brief impressions on some works of her repertoire, testimonies about famous personalities with whom she had worked, as well as points of view concerning the dancer's profession and the art of the dance in general (published by Política).